# Aurelio Acevedo
Aurelio Acevedo Robles (27 de julio de 1900, Potrero de Gallegos,Valparaíso, Zacatecas - 8 de enero de 1968, Ciudad de México) o Aurelio R. Acevedo, o ARA, fue un católico activo, que luchó por defender la libertad religiosa y a la Iglesia Católica. Fue jefe militar del ejército cristero del estado de Zacatecas, que participó en la Guerra Cristera y también en la Segunda Guerra Cristera. Llegó hasta general brigadier del regimiento Cristero de 5 regimientos. Fue editor e impresor de la revista “David”. Cultivó el gremialismo.   

## Primeros años
Fue el mayor de nueve hermanos y lo bautizaron a los 9 días de nacido en la iglesia de Valparaíso. Sus padres fueron Fructuoso Acevedo que se dedicaba a las labores agrícolas y su madre María de las Nieves Robles. Asistió a las escuelas de las haciendas de San Antonio y San José de Sauceda y San Agustín. 
Debido a la lucha armada de la Revolución Mexicana tuvo que suspender sus estudios y se integró a la vida de labriego de la familia, adicionalmente, a los 13 años asesinaron a su padre y él quedó, encargado de la familia.

## Activismo católico y la Cristiada
Participó como joven en la Asociación Católica de la Juventud Mexicana. Se inscribió al círculo de obreros católicos que más tarde se transformó en el “Sindicato Interprofesional León XIII”. En 1922 asistió al Congreso Católico Obrero de Guadalajara.
 

El 22 de agosto de 1926, en Valparaíso, se incorporó a los levantamientos armados que defendían a la Iglesia en contra del gobierno de Plutarco Elías Calles, en el llamado Ejército Nacional Libertador, y se vio involucrado en la Toma de Huejuquilla el Alto. Para diciembre de ese año ascendió a alcalde. 
“Yo estoy dejando los alientos por sostener mi bandera, ni la miseria, ni el miedo, ni el rencor que no lo tuve, ni la amenaza de muerte y de miseria me doblegan". (A. R. A.)
En mayo de 1927 es nombrado teniente coronel y más tarde coronel. En marzo de 1929 es nombrado general brigadier de cinco regimientos: Valparaíso, Libres de Huejuquilla, Libres de Chalchihuites, El Castañón y el de Serrano. Asumir temporalmente la Jefatura de Operaciones de Zacatecas.
Después de los acuerdos de paz, Acevedo, que pertenecía al sector duro, y opuesto al fin de la lucha, se mantuvo en la clandestinidad. El 15 de agosto de 1929 entregó las armas. Luego partió a San Antonio Texas, donde se entrevistó con monseñor José de Jesús Manríquez y Zárate para regresar a residir en Puebla donde se dedicó al comercio, y después se mudó al Distrito Federal. 

En mayo de 1932, fue comisionado a San Luis Potosí, Durango y Saltillo, por la Liga Nacional para la defensa de las Libertades Religiosas.  Poco tiempo después recibió la Jefatura de Operaciones de Zacatecas.
"Creo que amaba más la lucha por Cristo que a mí misma hija, pues el 10 de abril (1929) que estaba herido mi Teniente Coronel D. José Pasillas, con todo mi corazón pedí a Dios la vida de aquél hombre, dándole. en cambio, las de mi esposa y mi hijita. Mi esposa que lo supo fue de conformidad, pero El no quiso", (A.R.A.).
Rafael Ceniceros y Villareal, le asigna como Jefe de la Comisión Especial de la Liga a fines de 1932, encargado de la logística militar, donde trabajó durante cinco años donde condujo la batalla de segunda Cristiada, en un contexto marcado por la falta de recursos y la oposición de las autoridades religiosas, pero él se empeñó en evitar el desaliento y las divisiones partidistas que intentaban minar la actividad de la Liga, pero no pudo evitar el debilitamiento paulatino de la rebelión, tanto en número de combatientes como en apoyo popular, y a la extinción misma de la Liga.
“En una inmensa mayoría de cristeros privaba, no el fanatismo, sino la mística; no la venganza, sino la justicia; no la crueldad, sino la caridad; no el deseo de riquezas, ni de placeres sino el limpio y puro amor de Dios expresado en la total entrega al servicio de Cristo Rey, la Virgen de Guadalupe y el Papa" (A. R. A.).
Aurelio luchó por la libertad, libertad anhelada en su alma para relacionarse con Dios, libertad para expresar sus propias convicciones y creencias, libertad como hijo de Dios para su Iglesia. Libertad indispensable para el alma y para ejercer todas las facultades en su servicio.
"Esta miseria en que nos debatimos por nuestro gusto, porque creemos que hacemos nuestra, en toda su verdad y contexto, la oración a Cristo Rey... muy especialmente me comprometo a procurar según mis medios el triunfo de los derechos de Dios y de su Iglesia". (A. R. A.).

## Editor
Se inició como editor al servicio de Cristo y la Iglesia, participando en la edición de periódicos clandestinos como el “Peoresnada” (1927-1929 junto con el padre José Adolfo Arroyo) y “David” (1936-1939 y 1952-1968), y luego como impresor por lo que luego pasó a ser propietario de la imprenta ARA. 

En 1951 es nombrado secretario del Comité Organizador de los actos para conmemorar los 25 años de la lucha cristera. Siempre asistía a los eventos cristeros en el Cerro del Cubilete, en Guanajuato, y se esforzó en participar en toda conmemoración cristera en el país.El 22 de agosto de 1952, aniversario del primer levantamiento cristero, salió a la luz la revista mensual David, publicado bajo su dirección, en la que daba cuenta de anécdotas y relatos de las campañas de la lucha cristera. La revista tuvo vida durante más de 15 años, tres mil páginas de historia cristera en 185 números.
“La historia cristera no debe escribirse sino en su más pura y comprobada Verdad". ARA

## Su familia
El 16 de noviembre de 1925 contrajo matrimonio con María Buenaventura Martínez Robles y fue padre de 12 hijos. Falleció a los 67 años. Tras su muerte la familia donó su archivo, fuente inapreciable de información sobre el movimiento cristero, a la Universidad Nacional Autónoma de México.